# ファーマーズ・クラシック
ファーマーズ・クラシック（Farmers Classic）は、アメリカ・ロサンゼルスで毎年7月下旬に開催されていたATPワールドツアー・250シリーズのツアートーナメントである。エミレーツ全米オープンシリーズ男子部門の第2戦にあたる。1927年創設。2012年大会を最後に終了した。

## 大会歴代優勝者

### シングルス
| 年   | 優勝者                           | 準優勝者                       | 決勝結果                  |
| ---- | -------------------------------- | ------------------------------ | ------------------------- |
| 2012 | サム・クエリー (3)               | リチャルダス・ベランキス       | 6–0, 6–2                  |
| 2011 | エルネスツ・グルビス             | マーディ・フィッシュ           | 5–7, 6–4, 6–4             |
| 2010 | サム・クエリー (2)               | アンディ・マリー               | 5–7, 7–6(2), 6–3          |
| 2009 | サム・クエリー                   | カーステン・ボール             | 6–4, 3–6, 6–1             |
| 2008 | フアン・マルティン・デル・ポトロ | アンディ・ロディック           | 6–1, 7–6(2)               |
| 2007 | ラデク・ステパネク               | ジェームズ・ブレーク           | 7–6(7), 5–7, 6–2          |
| 2006 | トミー・ハース (2)               | ドミトリー・トゥルスノフ       | 4–6, 7–5, 6–3             |
| 2005 | アンドレ・アガシ (4)             | ジル・ミュラー                 | 6–4, 7–5                  |
| 2004 | トミー・ハース                   | ニコラス・キーファー           | 7–6(6), 6–4               |
| 2003 | ウェイン・フェレイラ             | レイトン・ヒューイット         | 6–3, 4–6, 7–5             |
| 2002 | アンドレ・アガシ (3)             | ジャン＝マイケル・ギャンビル   | 6–2, 6–4                  |
| 2001 | アンドレ・アガシ (2)             | ピート・サンプラス             | 6–4, 6–2                  |
| 2000 | マイケル・チャン (2)             | ジャン＝マイケル・ギャンビル   | 6–7(2), 6–3, 途中棄権     |
| 1999 | ピート・サンプラス (2)           | アンドレ・アガシ               | 7–6(3), 7–6(1)            |
| 1998 | アンドレ・アガシ                 | ティム・ヘンマン               | 6–4, 6–4                  |
| 1997 | ジム・クーリエ                   | トーマス・エンクビスト         | 6–4, 6–4                  |
| 1996 | マイケル・チャン                 | リカルト・クライチェク         | 6–4, 6–3                  |
| 1995 | ミヒャエル・シュティヒ           | トーマス・エンクビスト         | 6–7(7), 7–6(4), 6–2       |
| 1994 | ボリス・ベッカー                 | マーク・ウッドフォード         | 6–2, 6–2                  |
| 1993 | リカルト・クライチェク (2)       | マイケル・チャン               | 0–6, 7–6(3), 7–6(5)       |
| 1992 | リカルト・クライチェク           | マーク・ウッドフォード         | 6–4, 2–6, 6–4             |
| 1991 | ピート・サンプラス               | ブラッド・ギルバート           | 6–2, 6–7(5), 6–3          |
| 1990 | ステファン・エドベリ             | マイケル・チャン               | 7–6, 2–6, 7–6             |
| 1989 | アーロン・クリックステイン       | マイケル・チャン               | 2–6, 6–4, 6–2             |
| 1988 | ミカエル・ペルンフォルス         | アンドレ・アガシ               | 6–2, 7–5                  |
| 1987 | デビッド・ペイト                 | ステファン・エドベリ           | 6–4, 6–4                  |
| 1986 | ジョン・マッケンロー (2)         | ステファン・エドベリ           | 6–2, 6–3                  |
| 1985 | ポール・アナコーン               | ステファン・エドベリ           | 7–6, 6–7, 7–6             |
| 1984 | ジミー・コナーズ (4)             | エリオット・テルチャー         | 6–4, 4–6, 6–4             |
| 1983 | ジーン・メイヤー (2)             | ヨハン・クリーク               | 7–6, 6–1                  |
| 1982 | ジミー・コナーズ                 | メル・パーセル                 | 6–2, 6–1                  |
| 1981 | ジョン・マッケンロー             | サンディ・メイヤー             | 6–7, 6–3, 6–3             |
| 1980 | ジーン・メイヤー                 | ブライアン・ティーチャー       | 6–3, 6–2                  |
| 1979 | ピーター・フレミング             | ジョン・マッケンロー           | 6–4, 6–4                  |
| 1978 | アーサー・アッシュ (3)           | ブライアン・ゴットフリート     | 6–2, 6–4                  |
| 1977 | スタン・スミス (2)               | ブライアン・ゴットフリート     | 7–5, 3–6 6–4              |
| 1976 | ブライアン・ゴットフリート       | アーサー・アッシュ             | 6–2, 6–2                  |
| 1975 | アーサー・アッシュ (2)           | ロスコー・タナー               | 3–6, 7–5, 6–3             |
| 1974 | ジミー・コナーズ                 | ハロルド・ソロモン             | 6–3, 6–1                  |
| 1973 | ジミー・コナーズ                 | トム・オッカー                 | 7–5, 7–6                  |
| 1972 | スタン・スミス                   | ロスコー・タナー               | 6–4, 6–4                  |
| 1971 | パンチョ・ゴンザレス (3)         | ジミー・コナーズ               | 3–6, 6–3, 6–3             |
| 1970 | ロッド・レーバー (2)             | ジョン・ニューカム             | 4–6, 6–4, 7–6(5)          |
| 1969 | パンチョ・ゴンザレス (2)         | クリフ・リッチー               | 6–0, 7–5                  |
| 1968 | ロッド・レーバー                 | ケン・ローズウォール           | 4–6, 6–0, 6–0             |
| 1967 | ロイ・エマーソン (4)             | マーティー・リーセン           | 12–14, 6–3, 6–4           |
| 1966 | アレン・フォックス               | ロイ・エマーソン               | 6–3, 6–3                  |
| 1965 | デニス・ラルストン               | アーサー・アッシュ             | 6–4, 6–3                  |
| 1964 | ロイ・エマーソン (3)             | デニス・ラルストン             | 6–3, 6–3                  |
| 1963 | アーサー・アッシュ               | ホイットニー・リード           | 2–6, 9–7, 6–2             |
| 1962 | ロイ・エマーソン (2)             | ロッド・レーバー               | 16–14, 6–3                |
| 1961 | ジョン・ダグラス                 | ロイ・エマーソン               | 6–2, 1–6, 6–4             |
| 1960 | バリー・マッケイ                 | アール・ブックホルツ           | 5–7, 6–4, 6–4, 3–6, 6–3   |
| 1959 | ロイ・エマーソン                 | ラマナサン・クリシュナン       | 6–3, 4–6, 6–0, 6–4        |
| 1958 | ハミルトン・リチャードソン       | アレックス・オルメド           | 7–5, 6–2, 4–6, 9–7        |
| 1957 | ビック・セイシャス (3)           | ギルバート・シェア             | 9–7, 6–3, 6–4             |
| 1956 | ハーバート・フラム               | ケン・ローズウォール           | 4–6, 6–1, 5–7, 6–3, 7–5   |
| 1955 | トニー・トラバート               | ハーバート・フラム             | 6–1, 6–4, 6–2             |
| 1954 | ビック・セイシャス (2)           | トニー・トラバート             | 7–5, 6–3, 6–4             |
| 1953 | ケン・ローズウォール             | ビック・セイシャス             | 6–4, 1–6, 3–6, 6–1, 6–4   |
| 1952 | ビック・セイシャス               | フランク・セッジマン           | 6–4, 6–4, 6–4             |
| 1951 | フランク・セッジマン (2)         | トニー・トラバート             | 6–3, 6–3, 2–6, 6–4        |
| 1950 | フランク・セッジマン             | テッド・シュローダー           | 9–7, 6–3, 6–2             |
| 1949 | パンチョ・ゴンザレス             | テッド・シュローダー           | 6–3, 9–11, 8–6, 6–4       |
| 1948 | テッド・シュローダー             | フランク・パーカー             | 4–6, 7–9, 7–5, 途中棄権   |
| 1947 | ジャック・クレーマー (3)         | テッド・シュローダー           | 10–8, 6–4, 6–4            |
| 1946 | ジャック・クレーマー (2)         | テッド・シュローダー           | 6–2, 6–8, 6–2, 8–6        |
| 1945 | フランク・パーカー (4)           | ハーバート・フラム             | 6–2, 6–4                  |
| 1944 | フランク・パーカー (3)           | ビル・タルバート               | 6–4, 6–8, 8–6             |
| 1943 | ジャック・クレーマー             | パンチョ・セグラ               | 0–6, 6–1, 6–2             |
| 1942 | フランク・パーカー (2)           | パンチョ・セグラ               | 6–4, 6–1, 6–3             |
| 1941 | フランク・パーカー               | フランク・コバックス           | 7–5, 6–0, 6–1             |
| 1940 | ボビー・リッグス                 | ドン・マクニール               | 5–7, 2–6, 6–0, 12–10, 6–3 |
| 1939 | ジョン・ブロムウィッチ           | フラニョ・プンチェツ           | 4–6, 6–0, 6–2, 6–4        |
| 1938 | エイドリアン・クイスト           | ジョン・ブロムウィッチ         | 6–3, 0–6, 6–4, 6–4        |
| 1937 | ドン・バッジ (3)                 | ゴットフリート・フォン・クラム | 2–6, 7–5, 6–4, 7–5        |
| 1936 | ドン・バッジ (2)                 | フレッド・ペリー               | 6–2, 4–6, 6–2, 6–2        |
| 1935 | ドン・バッジ                     | ロデリク・メンツェル           | 1–6, 11–9, 6–3, 途中棄権  |
| 1934 | フレッド・ペリー (3)             | レスター・ストーフェン         | 10–8, 6–4, 6–3            |
| 1933 | フレッド・ペリー (2)             | 佐藤次郎                       | 6–4, 1–6, 6–0, 7–5        |
| 1932 | フレッド・ペリー                 | 佐藤次郎                       | 6–2, 6–4, 7–5             |
| 1931 | エルスワース・バインズ (2)       | フレッド・ペリー               | 8–10, 6–3, 4–6, 7–5, 6–2  |
| 1930 | エルスワース・バインズ           | グレゴリー・マンジン           | 14–12, 6–3, 6–4           |
| 1929 | ジョン・ドエグ                   | ジョン・バン・リン             | 8–10, 7–5, 9–7, 8–6       |
| 1928 | アンリ・コシェ                   | クリスチャン・ボッサス         | 2–6, 6–4, 6–3, 6–3        |
| 1927 | ビル・チルデン                   | フランシス・ハンター           | 6–2, 6–4, 6–2             |

### ダブルス
| 年   | 優勝者                                                | 準優勝者                                            | 決勝結果            |
| ---- | ----------------------------------------------------- | --------------------------------------------------- | ------------------- |
| 2012 | ルーベン・ベーメルマンス グザビエ・マリス (2)         | ジェイミー・デルガド ケン・スクプスキ               | 7–6(5), 4–6, [10–7] |
| 2011 | マーク・ノールズ グザビエ・マリス                     | ソムデブ・デバルマン トレト・ユーイ                 | 7–6(3), 7–6(10)     |
| 2010 | ボブ・ブライアン (6) マイク・ブライアン (6)           | エリック・ブトラック ジャン＝ジュリアン・ロジェ     | 6–7(6), 6–2, [10–7] |
| 2009 | ボブ・ブライアン (5) マイク・ブライアン (5)           | ベンヤミン・ベッカー フランク・モーザー             | 6–4, 7–6(2)         |
| 2008 | ロハン・ボパンナ エリック・ブトラック                 | トラビス・パロット ドゥシャン・ベミッチ             | 7–6(5), 7–6(5)      |
| 2007 | ボブ・ブライアン (4) マイク・ブライアン (4)           | スコット・リプスキー デビッド・マーティン           | 7–6(5), 6–2         |
| 2006 | ボブ・ブライアン (3) マイク・ブライアン (3)           | エリック・ブトラック ジェイミー・マリー             | 6–2, 6–4            |
| 2005 | リック・リーチ ブライアン・マクフィー                 | ジョナサン・エルリック アンディ・ラム               | 6–3, 6–4            |
| 2004 | ボブ・ブライアン (2) マイク・ブライアン (2)           | ウェイン・アーサーズ ポール・ハンリー               | 6–3, 7–6(6)         |
| 2003 | ジャン＝マイケル・ギャンビル トラビス・パロット       | ジョシュア・イーグル チャン・シャルケン             | 6–4, 3–6, 7–5       |
| 2002 | セバスチャン・グロジャン ニコラス・キーファー         | ジャスティン・ギメルストブ ミカエル・ロドラ         | 6–4, 6–4            |
| 2001 | ボブ・ブライアン マイク・ブライアン                   | ジャン＝マイケル・ギャンビル アンディ・ロディック   | 7–5, 7–6(6)         |
| 2000 | ポール・キルデリー サンドン・ストール                 | ジャン＝マイケル・ギャンビル スコット・ハンフリーズ | 不戦勝              |
| 1999 | バイロン・ブラック ウェイン・フェレイラ (2)           | ゴラン・イワニセビッチ ブライアン・マクフィー       | 6–2, 7–6(4)         |
| 1998 | パトリック・ラフター サンドン・ストール               | ジェフ・タランゴ ダニエル・バチェク                 | 6–4, 6–4            |
| 1997 | セバスチャン・ラルー アレックス・オブライエン         | マヘシュ・ブパシ リック・リーチ                     | 7–6, 6–4            |
| 1996 | マリウス・バーナード ピート・ノーバル                 | ヨナス・ビョルクマン ニクラス・クルティ             | 7–5, 6–2            |
| 1995 | ブレント・ヘイガース ケント・キネアー                 | スコット・デービス ゴラン・イワニセビッチ           | 6–4, 7–6            |
| 1994 | ジョン・フィッツジェラルド マーク・ウッドフォード (2) | スコット・デービス ブライアン・マクフィー           | 4–6, 6–2, 6–0       |
| 1993 | ウェイン・フェレイラ ミヒャエル・シュティヒ           | グラント・コネル スコット・デービス                 | 7–6, 7–6            |
| 1992 | パトリック・ガルブレイス ジム・ピュー (2)             | フランシスコ・モンタナ デビッド・ウィートン         | 7–6, 7–6            |
| 1991 | ハビエル・フラナ ジム・ピュー                         | グレン・ミチバタ ブラッド・ピアース                 | 7–5, 2–6, 6–4       |
| 1990 | スコット・デービス (2) デビッド・ペイト (2)           | ピーター・ルンドグレン ポール・ウェケサ             | 3–6, 6–1, 6–3       |
| 1989 | マーティン・デービス ティム・ポーサット               | ジョン・フィッツジェラルド アンダース・ヤリード     | 7–5, 7–6            |
| 1988 | ジョン・マッケンロー (2) マーク・ウッドフォード       | ピーター・ドゥーハン ジム・グラブ                   | 6–4, 6–4            |
| 1987 | ケビン・カレン デビッド・ペイト                       | ブラッド・ギルバート ティム・ウィルキソン           | 6–3, 6–4            |
| 1986 | ステファン・エドベリ アンダース・ヤリード             | ピーター・フレミング ジョン・マッケンロー           | 3–6, 7–5, 7–6       |
| 1985 | スコット・デービス ロバート・ファントフ               | ポール・アナコーン クリスト・バン・レンスバーグ     | 6–3, 7–6            |
| 1984 | ケン・フラック ロバート・セグソ                       | ヴォイチェフ・フィバク サンディ・メイヤー           | 4–6, 6–4, 6–3       |
| 1983 | ピーター・フレミング ジョン・マッケンロー             | サンディ・メイヤー ファーディ・テイガン             | 6–1, 6–2            |
| 1982 | シャーウッド・スチュワート (2) ファーディ・テイガン   | ブルース・マンソン ブライアン・ティーチャー         | 6–1, 6–7, 6–3       |
| 1981 | トム・ガリクソン ブッチ・ウォルツ (2)                 | ジョン・マッケンロー ファーディ・テイガン           | 6–4, 6–4            |
| 1980 | ブライアン・ティーチャー ブッチ・ウォルツ             | アナンド・アムリトラジ ジョン・オースチン           | 6–2, 6–4            |
| 1979 | マーティー・リーセン (2) シャーウッド・スチュワート   | ヴォイチェフ・フィバク フルー・マクミラン           | 6–4, 6–4            |
| 1978 | ジョン・アレクサンダー (2) フィル・デント (2)         | フレッド・マクネアー ラウル・ラミレス               | 6–3, 7–6            |
| 1977 | ボブ・ヒューイット フルー・マクミラン                 | ボブ・ルッツ スタン・スミス                         | 6–4, 6–4            |
| 1976 | ボブ・ルッツ スタン・スミス                           | チャーリー・パサレル アーサー・アッシュ             | 6–2, 3–6, 6–3       |
| 1975 | アナンド・アムリトラジ ビジャイ・アムリトラジ         | クリフ・ドリスデール マーティー・リーセン           | 7–6, 4–6, 6–4       |
| 1974 | ロス・ケース ジェフ・マスターズ                       | ブライアン・ゴットフリート ラウル・ラミレス         | 6–3, 6–2            |
| 1973 | ヤン・コデシュ ヴラディーミル・ツェドニク             | ジミー・コナーズ イリ・ナスターゼ                   | 6–2, 6–4            |
| 1972 | ジミー・コナーズ パンチョ・ゴンザレス (2)             | イスマイル・エル・シャフェイ ブライアン・フェアリー | 6–3, 7–6            |
| 1971 | ジョン・アレクサンダー フィル・デント                 | フランク・フローリング クラーク・グラブナー         | 7–6, 6–4            |
| 1970 | トム・オッカー マーティー・リーセン                   | ボブ・ルッツ スタン・スミス                         | 7–6, 6–2            |
| 1969 | パンチョ・ゴンザレス ロン・ホルンバーグ               |                                                     |                     |
| 1968 | ケン・ローズウォール フレッド・ストール               | クリフ・ドリスデール ロジャー・テーラー             | 7–5, 6–1            |